# Ilja Mate
Ilja Fedorovič Mate (ukrajinsky Ілля Федорович Мате, rusky Ілія Фёдорович Мате; * 6. října 1956 Starognativka, Sovětský svaz) je bývalý sovětský zápasník, volnostylař. V roce 1980 na olympijských hrách v Moskvě v kategorii do 100 kg vybojoval zlatou medaili. V roce 1979 a 1982 vybojoval titul mistra světa, v roce 1981 bronz.